# Pallacanestro ai IX Giochi dell'Estremo Oriente - Torneo maschile
Il IX Campionato di pallacanestro ai Giochi dell'Estremo Oriente si è svolto nel 1930, a Tokyo.

## Risultati
| Tokyo maggio 1930 | Giappone | 39 – 24 (15-12) | Repubblica di Cina |  |

| Tokyo maggio 1930 | Filippine | 39 – 34 (19-19) | Repubblica di Cina |  |

| Tokyo maggio 1930 | Filippine | 33 – 26 (13-13) | Giappone |  |

| Tokyo maggio 1930 | Filippine | 45 – 36 (18-22) | Giappone |  |

| Tokyo maggio 1930 | Giappone | 35 – 21 (21-11) | Repubblica di Cina |  |

| Tokyo maggio 1930 | Filippine | 48 – 43 (14-30) | Repubblica di Cina |  |

| Tokyo maggio 1930 | Giappone | 38 – 29 (20-16) | Filippine |  |

## Classifica
| - | Paese              | Formazione                                                                 |
| - | ------------------ | -------------------------------------------------------------------------- |
|   | Filippine          |                                                                            |
|   | Giappone           | Ōba, Dohi, Kenmochi, Kobayashi, Nomura, Ohashi, Ueda, Inoue, Ouchi, Tanaka |
|   | Repubblica di Cina |                                                                            |